# جدجد شجري قزم
جدجد شجري قزم (الاسم العلمي: Oecanthus nanus) هو نوع من الحشرات يتبع جنس الجدجد الشجري من فصيلة الجداجد الحقيقية.